# 과테말라의 코로나19 범유행
다음은 과테말라의 코로나19 범유행 현황에 대한 설명이다.

## 배경
세계보건기구(WHO)는 12일 2019년 12월 31일 처음 WHO의 주목을 받았던 중화인민공화국 후베이성 우한시의 한 집단에서 신종 코로나바이러스가 호흡기 질환의 원인임을 확인했다. 이 군단은 처음에 우한화난수산물도매시장과 연결되어 있었다. 그러나 실험실 확정 결과가 나온 그 첫 사례들 중 일부는 시장과 연관성이 없었고, 전염병의 근원은 알려져 있지 않다.
2003년 사스와 달리 COVID-19의 경우 치명률은 훨씬 낮았지만, 총 사망자 수가 상당할 정도로 감염 경로는 훨씬 더 컸다. COVID-19는 전형적으로 약 7일 정도의 독감과 유사한 증상을 보이며, 그 후 일부 사람들은 병원에 입원해야 하는 바이러스성 폐렴의 증상으로 발전한다. 3월 19일부터 COVID-19는 더 이상 "높은 결과 감염병"으로 분류되지 않았다.

## 연혁
2020년 3월 13일, 이탈리아에서 과테말라로 여행한 과테말라인 남성이 과테말라에서 첫 사례가 확인되었다. 이 남성은 아에로멕시코 여객기를 타고 가족 2명, 살바도르인 5명과 함께 과테말라시 교외 빌라 누에바에 도착했다.
과테말라 정부는 첫 번째 사건 이틀 전에 3월 12일 발효된 모든 유럽 국가인 이란, 중국, 한국의 시민 입국을 금지했다.
2020년 3월 13일, 과테말라 정부는 미국과 캐나다에서 온 여행자들에게 여행 제한을 연장했다. 3월 16일부터 이들 국가에서 오는 여행객은 과테말라에 입국할 수 없게 되며, 3월 31일(16일 기준 15일 검역)까지는 입국할 수 없게 된다.
2020년 3월 21일 과테말라 대통령 알레한드로 잠마테이는 코로나바이러스의 대유행을 막고 바이러스의 확산을 막기 위해 부통령과 각료회의와 함께 전국적인 야간 통행금지와 세계 여행 금지를 선언했다.

## 같이 보기
- 북아메리카의 코로나19 범유행
- 멕시코의 천연두 역사
- 코코리츨리 유행
- 스페인 독감
- 홍콩 독감
- HIV/AIDS의 역학
- 사스 유행
- 21세기의 볼거리 집단발병
- 2013~2014년 치쿤구니야 유행